# Uromastycinae
Sous-famille
Synonymes
- Uromastycidae Theobald, 1868
- Uromasticidae Theobald, 1868

Les Uromastycinae sont une sous-famille de sauriens de la famille des Agamidae.

## Répartition
Les espèces de cette sous-famille se rencontrent dans le nord de l'Afrique et en dans le sud de l'Asie.

## Liste des genres
Selon The Reptile Database (8 mai 2014) :
- Saara Gray, 1845
- Uromastyx Merrem, 1820

## Publication originale
- Theobald, 1868 : Catalogue of reptiles in the Museum of the Asiatic Society of Bengal. Journal of the Asiatic Society of Bengal, vol. 37, p. 7-88 (texte intégral).